# Großer Preis von Bahrain 2019
Der Große Preis von Bahrain 2019 (offiziell Formula 1 Gulf Air Bahrain Grand Prix 2019) fand am 31. März auf dem Bahrain International Circuit in as-Sachir statt und war das zweite Rennen der Formel-1-Weltmeisterschaft 2019.

## Berichte

### Hintergründe
Nach dem Großen Preis von Australien führte Valtteri Bottas in der Fahrerwertung mit acht Punkten vor Lewis Hamilton und mit elf Punkten vor Max Verstappen. In der Konstrukteurswertung führte Mercedes mit 22 Punkten vor Ferrari und mit 29 Punkten vor Red Bull Racing.
Beim Großen Preis von Bahrain stellte Pirelli den Fahrern die Reifenmischungen P Zero Hard (weiß, Mischung C1), P Zero Medium (gelb, C2) und P Zero Soft (rot, C3) sowie für Nässe Cinturato Intermediates (grün) und Cinturato Full-Wets (blau) zur Verfügung.
Im Vergleich zum Vorjahr kam eine dritte DRS-Zone hinzu. Sie begann unmittelbar nach Kurve drei, der zugehörige Messpunkt befand sich am Ende der Start-Ziel-Geraden, 50 Meter vor Kurve eins. Die anderen beiden DRS-Zonen blieben gegenüber dem Vorjahr unverändert: Die erste Zone begann am Anfang der Gegengeraden, 50 Meter nach Kurve zehn, der Messpunkt für diese Zone befand sich zehn Meter vor Kurve neun. Die zweite Zone begann auf der Start-Ziel-Geraden, 170 Meter nach Kurve 15, der zugehörige Messpunkt lag 108 Meter vor Kurve 14.
Romain Grosjean, Lance Stroll, Verstappen (jeweils sieben), Sergio Pérez, Sebastian Vettel (jeweils fünf), Bottas, Pierre Gasly (jeweils vier), Nico Hülkenberg, Carlos Sainz jr. (jeweils drei), Kevin Magnussen und Kimi Räikkönen (jeweils zwei) gingen mit Strafpunkten ins Rennwochenende.
Mit Vettel (viermal) und Hamilton (zweimal) traten zwei ehemalige Sieger zu diesem Grand Prix an.
Als Rennkommissare für dieses Rennwochenende fungierten Garry Connelly (AUS), Jose Abed (MEX), Emanuele Pirro (ITA) und Mazen Al Hilli (BHR).

### Training
Im ersten freien Training fuhr Charles Leclerc mit einer Rundenzeit von 1:30,354 Minuten die Bestzeit vor Vettel und Bottas.
Im zweiten freien Training war Vettel mit einer Rundenzeit von 1:28,846 Minuten Schnellster vor Leclerc und Hamilton.
Im dritten freien Training fuhr Leclerc erneut die Bestzeit, diesmal mit einer Rundenzeit von 1:29,569 Minuten. Zweiter wurde Vettel vor Hamilton.

### Qualifying
Das Qualifying bestand aus drei Teilen mit einer Nettolaufzeit von 45 Minuten. Im ersten Qualifying-Segment (Q1) hatten die Fahrer 18 Minuten Zeit, um sich für das Rennen zu qualifizieren. Alle Fahrer, die im ersten Abschnitt eine Zeit erzielten, die maximal 107 Prozent der schnellsten Rundenzeit betrug, qualifizierten sich für den Grand Prix. Die besten 15 Fahrer erreichten den nächsten Teil. Leclerc war Schnellster. Die Williams-Piloten, Stroll, Hülkenberg und Antonio Giovinazzi schieden aus.
Der zweite Abschnitt (Q2) dauerte 15 Minuten. Die schnellsten zehn Piloten qualifizierten sich für den dritten Teil des Qualifyings. Leclerc war erneut Schnellster. Die Toro Rosso-Piloten, Pérez, Gasly und Daniel Ricciardo schieden aus.
Der finale Abschnitt (Q3) ging über eine Zeit von zwölf Minuten, in denen die ersten zehn Startpositionen vergeben wurden. Leclerc fuhr mit einer Rundenzeit von 1:27,866 Minuten die Bestzeit vor Vettel und Hamilton. Es war die erste Pole-Position für Leclerc in der Formel-1-Weltmeisterschaft und die schnellste bis dahin jemals erzielte Rundenzeit auf dieser Strecke.
Grosjean wurde um drei Positionen nach hinten versetzt, weil er Lando Norris in Q1 behindert hatte. Außerdem erhielt er einen Strafpunkt.

### Rennen
Leclerc verlor beim Start direkt zwei Positionen an seinen Teamkollegen Vettel und den Mercedes von Bottas, der es in der ersten Kurve schaffte, seinen Teamkollegen Hamilton zu überholen. Grosjean und Stroll berührten sich in der ersten Runde, als Stroll Grosjean traf und dem Haas Schaden zufügte.
Am Ende der ersten Runde war Leclerc Bottas auf den Fersen und überholte den Finnen in Kurve 1 in Runde 2. Durch den Zweikampf der beiden, kam auch Hamilton an Bottas vorbei und übernahm den dritten Platz. In Runde 4 griff Sainz jr. Verstappen in Kurve 4 außen an, doch die beiden kollidierten und Sainz jr. erlitt einen Reifenschaden. In Runde 6 überholte Leclerc dann Vettel, übernahm die Führung des Rennens und begann, sich schnell abzusetzen. Weiter hinten im Feld kollidierten währenddessen Giovinazzi und Kwjat.
Hamilton verkürzte den Rückstand auf Vettel sukzessive und holte ihn schließlich in Runde 38 ein, indem er sich in Kurve 4 neben ihn setzte. Vettel geriet am Kurvenausgang ins Schleudern und drehte sich. Er sagte anschließend, er sei überrascht worden und habe das Heck des Autos verloren. Dabei hatte er sich einen Platten an seinen Reifen eingefahren, was zu starken Vibrationen führte, die zu einem Wegfall des Frontflügels führten. Durch den Austausch des Frontflügels an einem Boxenstopp fiel er auf den 9. Platz zurück. Die Renault lagen auf den Plätzen 6 und 7 und gerieten beim Kampf um die Position in Kurve 1 in Berührung, wobei Ricciardo mit einem Schaden am Frontflügel zurückblieb.
In Runde 46 lag Leclerc an der Spitze, meldete dann aber ein Motorproblem und wurde deutlich langsamer, fuhr mehrere Sekunden langsamer als seine unmittelbaren Konkurrenten und wurde von Autos, die er zuvor überrundet hatte, wieder zurück überrundet. Später stellte sich heraus, dass einer seiner Motorzylinder nicht mehr funktionierte. In Runde 48 wurde er von Hamilton eingeholt, der die Führung übernahm. In Runde 54 wurde Leclerc von Bottas überholt und fiel auf den dritten Platz zurück, während Verstappen dahinter schnell aufholte. Vier Runden vor Schluss schieden die beiden Renault dann wegen mechanischer Probleme aus und brachten das Safety-Car heraus, das bis zum Ende des Rennens draußen blieb. Dadurch gelang es Leclerc, den 3. Platz zu halten und seinen ersten Podiumsplatz überhaupt in der Formel 1 einzufahren. Leclerc fuhr auch die schnellste Runde des Rennens und bescherte ihm und Ferrari einen Extrapunkt für ihre jeweiligen Meisterschaften.
Hamilton gewann das Rennen vor Bottas und Leclerc. Es war der 74. Sieg für Hamilton in der Formel-1-Weltmeisterschaft. Die restlichen Punkteplatzierungen belegten Verstappen, Vettel, Norris, Räikkönen, Gasly, Alexander Albon und Pérez. Norris und Albon erzielten ihre ersten Punkte in der Formel-1-Weltmeisterschaft.
In der Fahrerwertung blieb Bottas in Führung, allerdings schloss Hamilton auf. Verstappen blieb Dritter. In der Konstrukteurswertung blieben die ersten drei Positionen unverändert.

## Meldeliste
| Team                             | Nr. | Fahrer             | Chassis                       | Motor                         | Reifen |
| -------------------------------- | --- | ------------------ | ----------------------------- | ----------------------------- | ------ |
| Mercedes-AMG Petronas Motorsport | 44  | Lewis Hamilton     | Mercedes-AMG F1 W10 EQ Power+ | Mercedes-AMG F1 M10 EQ Power+ | P      |
| Mercedes-AMG Petronas Motorsport | 77  | Valtteri Bottas    | Mercedes-AMG F1 W10 EQ Power+ | Mercedes-AMG F1 M10 EQ Power+ | P      |
| Scuderia Ferrari Mission Winnow  | 05  | Sebastian Vettel   | Ferrari SF90                  | Ferrari 064                   | P      |
| Scuderia Ferrari Mission Winnow  | 16  | Charles Leclerc    | Ferrari SF90                  | Ferrari 064                   | P      |
| Aston Martin Red Bull Racing     | 33  | Max Verstappen     | Red Bull Racing RB15          | Honda RA619H                  | P      |
| Aston Martin Red Bull Racing     | 10  | Pierre Gasly       | Red Bull Racing RB15          | Honda RA619H                  | P      |
| Renault F1 Team                  | 03  | Daniel Ricciardo   | Renault R.S.19                | Renault E-Tech 19             | P      |
| Renault F1 Team                  | 27  | Nico Hülkenberg    | Renault R.S.19                | Renault E-Tech 19             | P      |
| Rich Energy Haas F1 Team         | 08  | Romain Grosjean    | Haas VF-19                    | Ferrari 064                   | P      |
| Rich Energy Haas F1 Team         | 20  | Kevin Magnussen    | Haas VF-19                    | Ferrari 064                   | P      |
| McLaren F1 Team                  | 55  | Carlos Sainz jr.   | McLaren MCL34                 | Renault E-Tech 19             | P      |
| McLaren F1 Team                  | 04  | Lando Norris       | McLaren MCL34                 | Renault E-Tech 19             | P      |
| SportPesa Racing Point F1 Team   | 11  | Sergio Pérez       | Racing Point RP19             | BWT Mercedes                  | P      |
| SportPesa Racing Point F1 Team   | 18  | Lance Stroll       | Racing Point RP19             | BWT Mercedes                  | P      |
| Alfa Romeo Racing                | 07  | Kimi Räikkönen     | Alfa Romeo Racing C38         | Ferrari 064                   | P      |
| Alfa Romeo Racing                | 99  | Antonio Giovinazzi | Alfa Romeo Racing C38         | Ferrari 064                   | P      |
| Red Bull Toro Rosso Honda        | 26  | Daniil Kwjat       | Scuderia Toro Rosso STR14     | Honda RA619H                  | P      |
| Red Bull Toro Rosso Honda        | 23  | Alexander Albon    | Scuderia Toro Rosso STR14     | Honda RA619H                  | P      |
| ROKiT Williams Racing            | 63  | George Russell     | Williams FW42                 | Mercedes-AMG F1 M10 EQ Power+ | P      |
| ROKiT Williams Racing            | 88  | Robert Kubica      | Williams FW42                 | Mercedes-AMG F1 M10 EQ Power+ | P      |

## Klassifikationen

### Qualifying
| Pos.                                                                      | Fahrer             | Konstrukteur              | Q1       | Q2       | Q3       | Start |
| ------------------------------------------------------------------------- | ------------------ | ------------------------- | -------- | -------- | -------- | ----- |
| 01                                                                        | Charles Leclerc    | Ferrari                   | 1:28,495 | 1:28,046 | 1:27,866 | 01    |
| 02                                                                        | Sebastian Vettel   | Ferrari                   | 1:28,733 | 1:28,356 | 1:28,160 | 02    |
| 03                                                                        | Lewis Hamilton     | Mercedes                  | 1:29,262 | 1:28,578 | 1:28,190 | 03    |
| 04                                                                        | Valtteri Bottas    | Mercedes                  | 1:29,498 | 1:28,830 | 1:28,256 | 04    |
| 05                                                                        | Max Verstappen     | Red Bull Racing-Honda     | 1:29,579 | 1:29,143 | 1:28,752 | 05    |
| 06                                                                        | Kevin Magnussen    | Haas-Ferrari              | 1:29,532 | 1:29,017 | 1:28,757 | 06    |
| 07                                                                        | Carlos Sainz jr.   | McLaren-Renault           | 1:29,528 | 1:29,055 | 1:28,813 | 07    |
| 08                                                                        | Romain Grosjean    | Haas-Ferrari              | 1:29,688 | 1:29,249 | 1:29,015 | 11    |
| 09                                                                        | Kimi Räikkönen     | Alfa Romeo Racing-Ferrari | 1:29,959 | 1:29,471 | 1:29,022 | 08    |
| 10                                                                        | Lando Norris       | McLaren-Renault           | 1:29,381 | 1:29,258 | 1:29,043 | 09    |
| 11                                                                        | Daniel Ricciardo   | Renault                   | 1:29,859 | 1:29,488 | –        | 10    |
| 12                                                                        | Alexander Albon    | Scuderia Toro Rosso-Honda | 1:29,514 | 1:29,513 | –        | 12    |
| 13                                                                        | Pierre Gasly       | Red Bull Racing-Honda     | 1:29,900 | 1:29,526 | –        | 13    |
| 14                                                                        | Sergio Pérez       | Racing Point-BWT Mercedes | 1:29,893 | 1:29,756 | –        | 14    |
| 15                                                                        | Daniil Kwjat       | Scuderia Toro Rosso-Honda | 1:29,876 | 1:29,854 | –        | 15    |
| 16                                                                        | Antonio Giovinazzi | Alfa Romeo Racing-Ferrari | 1:30,026 | –        | –        | 16    |
| 17                                                                        | Nico Hülkenberg    | Renault                   | 1:30,034 | –        | –        | 17    |
| 18                                                                        | Lance Stroll       | Racing Point-BWT Mercedes | 1:30,217 | –        | –        | 18    |
| 19                                                                        | George Russell     | Williams-Mercedes         | 1:31,759 | –        | –        | 19    |
| 20                                                                        | Robert Kubica      | Williams-Mercedes         | 1:31,799 | –        | –        | 20    |
| 107-Prozent-Zeit: 1:34,690 min (bezogen auf Q1-Bestzeit von 1:28,495 min) |                    |                           |          |          |          |       |

Anmerkungen
1. ↑  Grosjean wurde um drei Startplätze nach hinten versetzt, da er Norris in Q1 aufgehalten hatte.

### Rennen
| Pos. | Fahrer             | Konstrukteur              | Runden | Stopps | Zeit        | Start | Schnellste Runde |
| ---- | ------------------ | ------------------------- | ------ | ------ | ----------- | ----- | ---------------- |
| 01   | Lewis Hamilton     | Mercedes                  | 57     | 2      | 1:34:21,295 | 03    | 1:33,528 (36.)   |
| 02   | Valtteri Bottas    | Mercedes                  | 57     | 2      | + 2,980     | 04    | 1:34,209 (42.)   |
| 03   | Charles Leclerc    | Ferrari                   | 57     | 2      | + 6,131     | 01    | 1:33,411 (38.)   |
| 04   | Max Verstappen     | Red Bull Racing-Honda     | 57     | 2      | + 6,408     | 05    | 1:35,311 (47.)   |
| 05   | Sebastian Vettel   | Ferrari                   | 57     | 3      | + 36,068    | 02    | 1:34,895 (43.)   |
| 06   | Lando Norris       | McLaren-Renault           | 57     | 2      | + 45,754    | 09    | 1:35,777 (14.)   |
| 07   | Kimi Räikkönen     | Alfa Romeo Racing-Ferrari | 57     | 2      | + 47,470    | 08    | 1:35,589 (45.)   |
| 08   | Pierre Gasly       | Red Bull Racing-Honda     | 57     | 2      | + 58,094    | 13    | 1:35,291 (42.)   |
| 09   | Alexander Albon    | Scuderia Toro Rosso-Honda | 57     | 2      | + 1:02,697  | 12    | 1:36,752 (39.)   |
| 10   | Sergio Pérez       | Racing Point-BWT Mercedes | 57     | 2      | + 1:03,696  | 14    | 1:36,330 (51.)   |
| 11   | Antonio Giovinazzi | Alfa Romeo Racing-Ferrari | 57     | 2      | + 1:04,599  | 16    | 1:35,237 (42.)   |
| 12   | Daniil Kwjat       | Scuderia Toro Rosso-Honda | 56     | 2      | + 1 Runde   | 15    | 1:34,934 (40.)   |
| 13   | Kevin Magnussen    | Haas-Ferrari              | 56     | 2      | + 1 Runde   | 06    | 1:35,892 (41.)   |
| 14   | Lance Stroll       | Racing Point-BWT Mercedes | 56     | 2      | + 1 Runde   | 18    | 1:37,037 (31.)   |
| 15   | George Russell     | Williams-Mercedes         | 56     | 2      | + 1 Runde   | 19    | 1:37,313 (14.)   |
| 16   | Robert Kubica      | Williams-Mercedes         | 55     | 2      | + 2 Runden  | 20    | 1:37,903 (13.)   |
| 17   | Nico Hülkenberg    | Renault                   | 53     | 2      | DNF         | 17    | 1:35,215 (14.)   |
| 18   | Daniel Ricciardo   | Renault                   | 53     | 1      | DNF         | 10    | 1:36,697 (42.)   |
| 19   | Carlos Sainz jr.   | McLaren-Renault           | 53     | 3      | DNF         | 07    | 1:35,586 (42.)   |
| –    | Romain Grosjean    | Haas-Ferrari              | 16     | 1      | DNF         | 11    | 1:37,262 (03.)   |

## WM-Stände nach dem Rennen
Die ersten zehn des Rennens bekamen 25, 18, 15, 12, 10, 8, 6, 4, 2 bzw. 1 Punkt(e). Zusätzlich gab es einen Punkt für die schnellste Rennrunde, da der Fahrer unter den ersten zehn landete.

### Fahrerwertung
| Pos. | Fahrer           | Konstrukteur              | Punkte |
| ---- | ---------------- | ------------------------- | ------ |
| 01   | Valtteri Bottas  | Mercedes                  | 44     |
| 02   | Lewis Hamilton   | Mercedes                  | 43     |
| 03   | Max Verstappen   | Red Bull Racing-Honda     | 27     |
| 04   | Charles Leclerc  | Ferrari                   | 26     |
| 05   | Sebastian Vettel | Ferrari                   | 22     |
| 06   | Kimi Räikkönen   | Alfa Romeo Racing-Ferrari | 10     |
| 07   | Lando Norris     | McLaren-Renault           | 8      |
| 08   | Kevin Magnussen  | Haas-Ferrari              | 8      |
| 09   | Nico Hülkenberg  | Renault                   | 6      |
| 10   | Pierre Gasly     | Red Bull Racing-Honda     | 4      |

| Pos. | Fahrer             | Konstrukteur              | Punkte |
| ---- | ------------------ | ------------------------- | ------ |
| 11   | Lance Stroll       | Racing Point-BWT Mercedes | 2      |
| 12   | Alexander Albon    | Scuderia Toro Rosso-Honda | 2      |
| 13   | Daniil Kwjat       | Scuderia Toro Rosso-Honda | 1      |
| 14   | Sergio Pérez       | Racing Point-BWT Mercedes | 1      |
| 15   | Antonio Giovinazzi | Alfa Romeo Racing-Ferrari | 0      |
| 16   | George Russell     | Williams-Mercedes         | 0      |
| 17   | Robert Kubica      | Williams-Mercedes         | 0      |
| 18   | Daniel Ricciardo   | Renault                   | 0      |
| 19   | Carlos Sainz jr.   | McLaren-Renault           | 0      |
| –    | Romain Grosjean    | Haas-Ferrari              | 0      |

### Konstrukteurswertung
| Pos. | Konstrukteur              | Punkte |
| ---- | ------------------------- | ------ |
| 1    | Mercedes                  | 87     |
| 2    | Ferrari                   | 48     |
| 3    | Red Bull Racing-Honda     | 31     |
| 4    | Alfa Romeo Racing-Ferrari | 10     |
| 5    | McLaren-Renault           | 8      |

| Pos. | Konstrukteur              | Punkte |
| ---- | ------------------------- | ------ |
| 06   | Haas-Ferrari              | 8      |
| 07   | Renault                   | 6      |
| 08   | Scuderia Toro Rosso-Honda | 3      |
| 09   | Racing Point-BWT Mercedes | 3      |
| 10   | Williams-Mercedes         | 0      |